# Operation Amsterdam
Operațiunea Amsterdam (titlu original: Operation Amsterdam) este un film britanic din 1959 regizat de Michael McCarthy. Este produs de Maurice Cowan, scenariul este realizat de John Eldridge și McCarthy și se bazează pe evenimente reale așa cum au fost descrise în cartea Adventure in Diamonds de David E. Walker. Rolurile principale au fost interpretate de actorii Peter Finch, Eva Bartok și Tony Britton. Compozitorul Philip Green a realizat două piese originale pentru acest film: Pierement Waltz și Amsterdam Polka.

## Prezentare
În mai 1940 are loc invazia germană a Țărilor de Jos, iar guvernul britanic decide să trimită o echipă la bordul navei HMS Walpole  pentru a asigura depozitele de diamant industrial înainte ca naziștii să pună mâna pe ele. Prin urmare, doi experți neerlandezi în diamante, Jan Smit (Peter Finch) și Walter Keyser (Alexander Knox), împreună cu ofițerul britanic de informații, maiorul Dillon (Tony Britton), sunt lăsați de către navă în largul coastelor neerlandeze. Ferindu-se de bombele germane, de soldați și de poliția neerlandeză suspicioasă, aceștia fac rost de un autoturism condus de Anna (Eva Bartok), pe care ei o salvează de la sinucidere.  Cei patru călătoresc cu mașina spre Amsterdam.
Ei se întâlnesc cu tatăl Janei, în casa sa de afaceri cu diamante și acesta este de acord să încerce să convingă alți dealeri pentru a aduce diamantele mai târziu în acea zi pentru a fi transportate în Marea Britanie. Dar, deoarece multe diamante sunt stocate într-un seif bancar  blocat care nu se va deschide decât peste 24 de ore, ei trebuie să recruteze un grup de experți în sabotaj  pentru a-l sparge.
Cu poliția neerlandeză și colaboraționiști pe urmele lor, grupul reușește să spargă seiful și să recupereze diamantele. Cei trei scapă în timp ce ajutoarele lor armate din Țările de Jos țin ocupate poliția și soldații. Ei merg cu mașina înapoi până la coastă, abia scăpând de bombardierele germane.
În timp ce cei trei se îmbarcă la bordul unui remorcher pentru a se întoarce pe HMS Walpole, Anna alege să rămână în Țările de Jos pentru a se alătura mișcării de rezistență aflată în curs de formare.

## Distribuție
- Peter Finch - Jan Smit
- Eva Bartok - Anna
- Tony Britton - Major Dillon
- Alexander Knox - Walter Keyser
- Malcolm Keen - Johan Smit
- Christopher Rhodes - Alex
- Alfred Burke - Comerciant
- Tim Turner - Locotenent neerlandez
- Carl Jaffe - Comerciant de diamante
- John Horsley - Comandor Bowerman
- Keith Pyott - Comerciant de diamante
- Melvyn Hayes - Willem
- Oscar Quitak - Comerciant de diamante
- George Pravda - Portmaster
- Peter Swanwick - Peter
- Petra Davies - Menschi
- John Bailey - Ofițer
- John Le Mesurier - Colonel neerlandez